# خوسيه روبرتو رودريغوس موتا
خوسيه روبرتو رودريغوس موتا (10 مايو 1979 بساو باولو في البرازيل - ) هو لاعب كرة قدم برازيلي وكوري جنوبي في مركز الهجوم. لعب مع سوون سامسونغ بلووينغز ونادي أوبه ونادي بوسان أي بارك ونادي راندرس ونادي ريو أفي ونادي فيبورج ونادي مولده وU.D. Oliveirense ‏ والبورك بولدسبيلكلوب ‏ وUnião Agrícola Barbarense Futebol Clube ‏.

## وصلات خارجية
- خوسيه روبرتو رودريغوس موتا على موقع دوري كوريا الجنوبية (الإنجليزية)
- خوسيه روبرتو رودريغوس موتا على موقع قاعدة بيانات كرة القدم.إي يو (الإنجليزية)
- خوسيه روبرتو رودريغوس موتا على موقع Soccerway.com (الإنجليزية)